# De åtta odödliga
De åtta odödliga, även kallade de Åtta framstående äldste, var en grupp äldre ledare i Kinas kommunistiska parti som hade stort inflytande under 1980-talet och 1990-talet i Folkrepubliken Kina. Alla var födda mellan 1902 och 1909 och har nu samtliga avlidit. 
Det var denna grupp av ledare som hade den verkliga makten i Kina efter Hua Guofengs fall 1978-1979 och den grupp som landets ledare Deng Xiaoping var tvungen att förankra sin politik bland. Det var också denna grupp som avlägsnade Zhao Ziyang från sin post som partichef 1989 och förklarade undantagstillstånd i Peking under protesterna på Himmelska fridens torg 1989.
De åtta odödliga var:
- Deng Xiaoping (1904-1997), Kinas ledare efter 1978, ordförande i den Centrala militärkommissionen 1980–1989 och i ordförande den centrala rådgivande kommissionen 1982–1987
- Li Xiannian (1909-1992), Folkrepubliken Kinas president 1983–1988, därefter ordförande i Kinesiska folkets politiskt rådgivande konferens
- Chen Yun (1905-1995), ordförande i den centrala rådgivande kommissionen 1987–1992
- Peng Zhen (1902-1997), ordförande i den Nationella folkkongressen 1983–1988
- Yang Shangkun (1907-1998), Folkrepubliken Kinas president 1988–1993
- Bo Yibo (1908-2007), vice ordförande i den centrala rådgivande kommissionen
- Wang Zhen (1908-1993), vice ordförande i den centrala rådgivande kommissionen
- Song Renqiong (1909-2005), vice ordförande i den centrala rådgivande kommissionen